# Salsuginus bermudae
Salsuginus bermudae is een platwormensoort uit de familie van de Ancyrocephalidae. De wetenschappelijke naam van de soort werd voor het eerst geldig gepubliceerd in 1987 door Rand en Wiles.